# Polistes ellenbergi
Polistes ellenbergi är en getingart som beskrevs av François du Buysson 1908. Polistes ellenbergi ingår i släktet pappersgetingar, och familjen getingar. Inga underarter finns listade i Catalogue of Life.